# Inegalitatea lui Barrow

În geometria triunghiului, inegalitatea lui Barrow se enunță astfel:
Fie P un punct în interiorul triunghiului ABC, Qa, Qb, Qc punctele unde bisectoarele unghiurilor BPC, CPA, APB intersectează laturile BC, CA, AB.
Atunci:
{\displaystyle PA+PB+PC\geq 2(PQ_{a}+PQ_{b}+PQ_{c}).\,}